# Liu Bian
Liu Bian, född 176, död 190, var en kinesisk monark. Han var kejsare av Handynastin 189 - 189 e.Kr.